# الغارة الجوية على النبطية (أكتوبر 2024)
غارة جوية على النبطية أو مجزرة النبطية في 16 أكتوبر 2024، استهدفت سلاح جو الاحتلال الإسرائيلي اجتماعًا للمجلس البلدي في النبطية في لبنان وضربه بعشر غارات جوية مما أسفر عن استشهاد ما لا يقل عن 16 من موظفي البلدية بما في ذلك رئيس بلدية النبطية، وإصابة أكثر من 52 آخرين.

## خلفية
أكتوبر
في الأول من أكتوبر 2024، غزت إسرائيل جنوب لبنان في تصعيد للصراع المستمر بين إسرائيل وحزب الله ، وهو امتداد للحرب بين إسرائيل وحماس . وكان هذا نتيجة لهجمات كبرى وقعت قبل شهر
سبتمبر
في سبتمبر/أيلول 2024، شنت قوات الدفاع الإسرائيلية سلسلة من الغارات الجوية على لبنان، مما أثار جدلاً كبيراً

## الضربات
شنت إسرائيل عشر غارات جوية على مقر البلدية في النبطية، بينما كان موظفو البلدية يعقدون اجتماعًا داخلها وينسقون المساعدات للمدنيين المتبقين في البلدة. أسفرت الغارة الجوية عن مقتل ما لا يقل عن 16 موظفًا في البلدية، بما في ذلك رئيس بلدية النبطية أحمد كحيل، وإصابة ما لا يقل عن 52 آخرين. وأفاد محافظ النبطية أن حصيلة القتلى قد ترتفع مع استمرار البحث بين الأنقاض وزعمت إسرائيل أنها هاجمت "أهدافاً لحزب الله"، بما في ذلك "المباني العسكرية والمقرات العسكرية ومخازن الذخيرة"، دون تقديم أدلة

## ردود الفعل
لبنان: ودان رئيس الوزراء اللبناني نجيب ميقاتي الهجوم وقال إنه "استهدف عمدا اجتماعا للمجلس البلدي لبحث الوضع الخدمي والإغاثي في المدينة
 الأمم المتحدة:قال المنسقة الخاصة للأمم المتحدة في لبنان جينين هينيس بلاسخارت إن معاناة المدنيين في لبنان وصلت إلى مستوى غير مسبوق، وأكدت على أنه "يجب حماية المدنيين والبنية التحتية المدنية في جميع الأوقات

## انظر ايضا
- الغزو الإسرائيلي للبنان 2024
- غارة جوية على الباشورة (أكتوبر 2024)